# Oméga mineur
 (mai 2022).
Si vous disposez d'ouvrages ou d'articles de référence ou si vous connaissez des sites web de qualité traitant du thème abordé ici, merci de compléter l'article en donnant les références utiles à sa vérifiabilité et en les liant à la section « Notes et références ».
 (mai 2022).
Oméga mineur (titre original : Omega minor) est un roman de l’écrivain belge d’expression néerlandaise Paul Verhaeghen, paru en 2004 en version originale. Sa traduction en français, par Christophe Claro, est parue en 2010.

## Découpage
La composition la plus évidente est la répartition en parties et chapitres.
Le chapitres reprennent le système sanskrit sâmkhya : tamas noir, rajas rouge, sattva transparent, et Om̐.
Les chapitres correspondent aux 22 lettres de l’alphabet hébreu. Chaque chapitre est titré par la lettre hébraïque, et sous-titré comme suit :
- Ophélie, en noyée (en forme de prélude), 9
- Partie 1 : Tamas, ténèbres,obscurité (p. 19)
  - Le nom, 21
  - La trilogie de l’obscénité, 31
  - Shabbat (1), 49
  - Ohé, nous sommes les nazis, 62
  - Ni vu, ni connu, 94
- Partie 2 : Rajas, nuées, poussières, impuretés (p. 121)
  - Exil, 123
  - L’histoire des deux gifles et les marées du monde, 149
  - Feu et gel, 182
  - La langue, 208
  - Stella (à la lumière des étoiles), 232
  - La colle divine, 275
  - Die Prozedur, 302
  - Ruses, 328
  - Drachenhaus, 391
  - La Pathologie, 410
  - Zéro, 468
  - Exalté, sanctifié, 488
  - Dédale, 527
- Partie 3 : Sattva, pureté, légèreté, transparence (p. 595)
  - Mensonges,597
  - Oméga, 671
- Partie 4 : Om̐, la syllabe sanskrite censée représenter le son originel, le mantra primordial, qui structure l’univers (p. 727)
  - Épi-Tav, 729

## Analyse brève
Le récit entremêle les vies croisées d’une vingtaine de personnages de fiction, sur principalement trois périodes, la montée du nazisme en Allemagne, le développement de la bombe atomique aux États-Unis, les années 1990-1995 en Allemagne réunifiée, le tout centré essentiellement sur le grand Berlin.
Les références culturelles sont très nombreuses, entre Franz Kafka, Samuel Beckett, Richard Wagner (p. 70) et Karl May (p. 69)...

## Personnages

### Paul Andermans
Le personnage principal est Paul Andermans, jeune Belge, juste sorti de Louvain, qui arrive à la gare de Berlin, en 1995. 
Danny (31-99) y réceptionne Paul, et l’emmène à l’université de Berlin-Potsdam (p. 31) : restaurant universitaire, résidence universitaire, pension ou ‘’Gästehaus ».
Il y croise assez vite l’italienne Donatella, et assez peu le chinois Zhu (pp. 115 et 672).
Donatella et Paul développent une forme d’amitié, dont la métaphore serait l’apparition/disparition de la chatte Méphista 15-17, puis Méfista, 232, 273, 328, 388, 466, 486, 494, 532, 667.
Paul est en « recherche postdoctorale à l’étranger » (p. 32) : « Je m’intéresse à la mémoire : maintenance, encodage, stockage, rappel » (p. 112).
Donatella est une physicienne, dont le domaine est la recherche du monopôle magnétique (p. 228, 231) : Big Bang, quasar, MACHO, WIMP. Pour elle, « Oméga est le paramètre dont nous avons besoin pour décrire l’univers » (p. 225), Son maître de recherche est Van VlecK Goldfarb (17, 410).
Donatella apparaît assez souvent, mais de manière non déterminante : pp. 55, 114, 181, 208, 224, 328, 388, 467, 486, 672, 696...
Dès les premiers jours, dans un train, il intervient pour éviter une agression raciste contre un jeune passager, et en devient la victime de jeunes néonazis. Il se retrouve à l’hôpital, où son voisin de chambre est un vieux monsieur, à qui il finit par faire la lecture.

### Josef De Heer
Ce second personnage principal (pp. 28, 30, 108-110), d'environ 70 ans en 1995, se présente comme un néerlandais (p. 112), rescapé de camp de concentration, et dont le numéro a été mal effacé au fer à repasser (p. 113). Il propose à Paul de l’accompagner par la suite, dans son appartement de Berlin, rempli de livres, mais seulement pour écouter son histoire, et l’écrire, par enregistrement et/ou prise de notes sur ordinateur. Cette autobiographie structure la majeure partie du livre.
Dans le Berlin des années 1933-39 (NSDAP, Adolf Hitler...), à la suite des lois anti-juives, la famille, c'est-à-dire le Père musicien et la Mère, est vite amenée à survivre du seul travail de la mère, couturière (p. 216) ou ravaudeuse (p. 241). Pony Hütchen est « le seul membre juif de notre famille, […], le perroquet au nez crochu doté d’un léger penchant pour le larcin » (p. 161, puis 254). 
Hermann Herschel Grynszpan (1921-1945), exécuteur d'Ernst vom Rath (1909-1938) (p. 188), est à l'origine de la Nuit de Cristal (1938), dont quelques atrocités sont évoquées.
L'enfant est chassé de son école, après diverses humiliations. Les parents détruisent leurs livres, leur bibliothèque, déménagent plusieurs fois. Ils ont parfois quelques locataires, dont Frau Sylbereysen, locataire éphémère, vers 1942 (pp. 233-236).
Dans leur nouvel appartement de Friedrichshain (p. 238), apparaît soudain Stella Sonderlicht (p. 251, 615...), nouvelle locataire, « la fameuse dionée juive » : « les seins célestes et inaccessibles de Stella flottent vers moi » (p. 259).
Prennent place quelques épisodes de formation : nazillon homosexuel (p. 267), port inapproprié d'uniforme de jeunesse hitlérienne (p. 242).
L'oncle Karl Israël Grüneberg, sans son épouse Monika désormais, apparaît surtout comme rescapé de Sachsenhausen (pp. 203 et 238).
Assez rapidement, c'est la déportation, le train avec pour terminus Auschwitz (p. 646), l'accueil et le tri par Josef Mengele (1911-1979), «  un démon déguisé en ange » (pp. 648-651), la recherche de jumeaux, les expérimentations, les chambres à gaz (p. 488), le Zyklon B, le crématorium. Sont évoqués Primo Lévi, Anne Frank, Elie Wiesel, et même Spielberg (1946-) (p. 464), et le rabbin Katz ou Katzenellebogen (p. 501, possible souvenir de ou allusion à Meir Katzenellenbogen (1482-1555)).
Malgré tout, le personnage survit jusqu'à la libération des camps. Et le lecteur assiste au dernier jour d'Adolf Hitler (p. 690), aux massacres de prisonniers à la sortie forcée des camps (p. 684), et à la révélation d'autres scènes et à d'autres personnages, dont Jozef De Heer ne devrait pas avoir de connaissance directe... Mais il s'est présenté comme un rescapé.
Après guerre, en République démocratique allemande (RDA), principalement à Berlin, le personnage est actif. Il présente en 1995 à Paul, sur magnétoscope (p. 533), un enregistrement d'un spectacle de 1965, avec le clown-magicien Signorelli, et divers numéros, dont l’éléphant en morceaux. Donc, une vie est possible après Auschwitz, et en poésie. D'autres émissions Mosaic, de 1961, exhibent Walter Ulbricht (1893-1973) (p. 539), Wilhelm Pieck, Markus Wolf Mischa (p. 551), et surtout Hans et Bianca (p. 558), scandale télévisuel mal géré. 
Enfin, Erich Honecker (1912-1994) (p. 564), malgré un épisode étrange avec Petra Hanke (p. 569), charge Horst (?) de réaliser un autre exploit en moins d'une journée : le Mur de Berlin, 159 km en une nuit (p. 581).

### Hugo
Hugo, sans nom, sans passé, sans origine, est un jeune homme isolé, devenu chef d'une troupe de néonazis, à Berlin, en 1995. Pour leur expliquer pourquoi ils se terrent dans les sous-sols de la ville (ligne de métro désaffectée, « dans les grottes de la gare fantôme » (p. 84), « le sous-sol est son Walhalla, le repaire du héros de ce gang sordide » (p. 85)), il leur raconte parfois une vague histoire, comme un plan déjà ancien, de « Netzwerk Lebensraum »(p. 85), de maintien de traditions, établi par Jörg Ganz von Liebenfels (pp. 66-85), mentor de Hugo, décalque de Jörg Lanz von Liebenfels (1874-1954), et qui se tient à distance.
Hugo conserve précieusement un extrait de journal de 1991, évoquant l'agression raciste contre le centre de réfugiés d’Eisenhüttenstadt (, ou autres émeutes de Rostock (1992)).
Pour situer l'action, le narrateur exhibe également un article du Bild de 1991 : comment repérer un penchant néo-nazi chez un enfant (p. 63).

### Nebula
Nebula est une étudiante en arts plastiques ou en sociologie de l'art, à Berlin en 1995. Elle apparaît (p. 55) en train de filmer un groupe de jeunes réfugiés, qui commencent à l’agresser pour son voyeurisme intrusif. Hugo zone, pas innocemment, dans ce quartier avec ses hommes, et intervient. La violence de ses hommes est compensée par une forme de noble indifférence de Hugo, qui sauve ainsi et s’attache Nebula, dans une forme d’attirance réciproque. 
Depuis lors, devenue la compagne de Hugo (pp. 81-86), Nebula, introduite dans le groupe, filme les prestations des néonazis, partiellement pour un film à usage universitaire.

### Goldfarb
Goldfarb est un jeune juif émigré récent, qui étudie dans une université américaine, en 1942.
Il est spécialisé en mathématiques, parle de l'équation de Friedmann, s'intéresse au Mark I de l'Université Harvard (Cambridge, Boston, Massachusetts), envisage LA, Los Alamos (p.210) (BP 1663, Santa Fé)), peuplé d'« anges déchus ».
Il sort parfois avec ses amis d’adolescence, et de Lowell House, dont David Zwingermann (p. 200), devenu David Hamilton, Ted, etc.
Il pense beaucoup à sa Mutti, Margarete Gottlob (p. 126, 144), rebaptisée Goldfarb, à son arrivée aux États-Unis, où elle s'essaie comme modèle pour photographe, auprès de Mr Yablomi (p. 144), ancien ami de Varsovie, avec pour agent Alan Alexander Provitz (p. 145) : « C’est. Ta. Mère ! » (p. 125).
Il se voit alors comme « un esprit à jamais solitaire, sillonnant les mers inconnues de la pensée » (p. 210), et s'épanche dans quelques nouvelles : complexe de juif émigré, jusqu'à sa rencontre avec Hannah Sidis, qui brise en lui la glace qui....
Quand elle disparaît, il lui envoie à la BP 1663, une lettre brève avec l’équation qui se termine par oméga-mineur (p.285). Catapulté à Los Alamos (p. 391), il entre en division de physique théorique (La maison du dragon), pour y travailler lui aussi au Projet Manhattan, dont la mise au point du Gadget. En compagnie de Richard Feynman (1918-1988), Edward Teller (1908-2003), Otto Frisch (1904-1979), Lise Meitner (1878-1968)... Les grands ancêtres sont évidemment évoqués : Albert Einstein, Niels Bohr, Becquerel (p.281)...
Quand son travail nécessaire et génial est accompli, il est envoyé en Allemagne traquer « le fantôme du gadget allemand » (p. 471), comme membre influent de l'Opération Alsos (p. 473) concernant les recherches atomiques sous le régime nazi, et la récupération des scientifiques impliqués, y compris les matériels et les techniques. Il rencontre alors (p. 468) Werner Heisenberg (1901-1976), Samuel Goudsmit (1902-1978).
Il assiste à la première explosion de bombe atomique (p. 476) : Ground Zéro, Heure zéro, Om : on peut croire que ses rétines sont brûlées (p. 485).
Pourtant, le lecteur (dans une chronologie floue bien entretenue) le rencontre à Bath, auprès d'une jeune Française, puis d'une gitane cartomancienne, Mahadurga (p. 5), et croit avoir croisé son nom dans d'autres époques...

### Hannah Sidis
Hannah Sidis est une sorte de double féminin de Goldfarb. Ce personnage à double palindrome (p. 212), du Radcliffe College, rencontre Goldfarb à une soirée de Harvard, en 1942. Elle est physicienne, étudie « le champ de force dans l’atome » (p. 216), travaille avec Van Vleck (1899-1980, prix Nobel 1977).
Elle prend l'initiative, sort le rêveur (p. 215) Goldfarb de sa torpeur, l'initie à la sexualité, l'incite à la suivre en physique, puis à Los Alamos.
Au cours de la réalisation du projet Manhattan, Hannah poursuit sa tentative de communiquer aux soviétiques les plans de la bombe (p. 401), au nom de l'égalité nécessaire des informations scientifiques, avec l'accord tacite de Goldfarb. Elle utilise pour cela un code faustien, qu'il s'agisse d'un phénomène (avant l'heure) de partage des connaissances, de science ouverte, d'espionnage nucléaire, de mouvement Pugwash, de lanceur d'alerte ou d'idiot utile...

### Helena Guna
Helena Guna est une actrice allemande, de la meilleure réputation, célèbre pour ses rôles au cinéma, dans Germania, et Liebe am Himmelstür (Amour à la porte du Ciel) (p. 310).
Dans sa recherche personnelle d'aryanité (, sans que soit développée la possible tendance au mysticisme nazi),  elle voyage à Bénarès (p. 315), avec Yamastan (qui réapparaît p. 683).
Pendant la guerre, elle vit une forme de déchéance, traquée ou espionnée, en tout cas photographiée, à son insu ou non, lors de ses parties avec des militaires. Un soir, excédée, elle fracasse le miroir sans tain (p. 605-618), sans chercher à agresser l'intrus qui fournit des images à son protecteur.
Le lecteur est informé de sa mort (p. 652), dans un camp de concentration, à son accouchement d'une enfant, que le narrateur (alors anonyme) retrouve après une enquête d'un an : Aria Guna (p.655) est une étrange enfant, avec un œil marron et un improbable œil bleu clair aveugle, et elle serait donc âgée de 50 ans en 1995, si elle a survécu.

### Helmut Hinkel
Helmut Hinkel apparaît (p. 366), courant 1943, à Berlin, au Théâtre Rumpelpeterchen (p. 339), comme un compagnon de Stella, et comme assistant de Wladimir Lecha, clown magicien, maître d'un spectacle, (avec son assistante Maruschka), dans un « théâtre branlant » (p. 373), vague tripot (p. 372), « supermarché noir », avec cachette en sous-scène, pour un monde interlope, de fin de guerre. Parmi les attractions provisoires, un groupe de jazz (p. 364).
L'autre Allemand juif fugitif, déguisé, affublé de faux papiers, serait Horst (p. 334) ou Gerd/Gerhard Lichtenberg (p. 374). Helmut et Horst (ou Rolf) s'occupent de Magdalene et de Marianne (p. 331-337), un certain temps.
Helmut est sans doute également cet ancien membre de la SS-Freiwilligen Legion Flandern, puis de la Division Langemarck, avec médaille Gefrierfleischorden (p. 686) ou Médaille du front de l'Est (1942).
Pour survivre, Helmut travaille avec Stella (p. 425) à désigner et donc dénoncer des Juifs fugitifs. Stella se justifie un moment auprès d'un interlocuteur (alors anonyme), alléguant que c'est pour pouvoir en sauver quelques-uns, dont Helmut, qui seront au pire envoyés à Theresienstadt. Le responsable de l’opération est un officier nazi (suspect), Walter Dobberke (1906-1945),, à qui accessoirement on apprend des tours de cartes, appris auprès de Wladimir.

## 30 avril 1995
Nebula s'intéresse à son art, à Hugo, à sa bande, à cette vie souterraine (variante de peuple-taupe, ou d'Agartha), sans s'accrocher. Électron libre, elle s'inquiète de son mentor, Liebenfels. Elle l'espionne (p. 665), s'aperçoit que son appartement est fréquenté par Paul. Elle s'introduit chez Paul, en se faisant passer pour une lointaine nièce, à la recherche d'un autre Paul Andermans, oncle possible, et surtout d'une jeune fille qui serait née à Auschwitz en 1945. Paul l'héberge (p. 607), elle s'installe, et lit la biographie de Jozef De Heer, qu'elle sait apprécier. « L’histoire de De Heer est universelle » (p. 604), selon Paul, « une autobiographie fondée sur les récits des autres » (p. 605) selon Nebula.
En parallèle, elle se fait embaucher par Jozef de Heer, lui offre quelques services autres que ménagers, et envisage des possibilités de fouille de ses documents, manuscrits, photographies... À la suite d'une séance extraordinaire, sous les noms ou surnoms de  Mira - Layla - Circé - Kisma (p. 597), elle le pousse dans se retranchements, avec une séance de phallomancie (p. 630). Dans un livre hébreu évidé, il exhibe quelques photos intimes d'Helena Guna, et surtout un nom (Oméga) et une image : l’ange Metatron (p. 631).
Parmi les éléments dont Paul ne peut (non plus) encore avoir connaissance, le lecteur apprend qu'en 1945, à la libération des camps, Helmut Hinkel, militaire en fuite, a assassiné Jozef De Heer (p. 658), a pris ses papiers, s'est débarrassé de son corps, s'est tatoué son numéro au poignet, s'est infecté de sa scarlatine, a failli mourir par manque de quinine, puis a survécu : « Jozef était un bon nom » (p. 112).  
Jozef De Heer comprend qu'il est de toute façon trop tard. Il prend une de ces photos, et décide de l'envoyer à cette petite fille de rescapés (Mira ?), aux bons soins de Paul. Il sort poster ce courrier (p. 662) : il est surveillé, suivi, il échappe à ses poursuivants, pour finir escorté, agressé, et sans doute achevé, par deux néonazis, en présence d'Hugo.
Il est surveillé parce qu'il est un des membres importants du Plan (p. 640), qui consiste à perpétuer le souvenir du national-socialisme, dont Albert Speer (1905-1981) (p. 686) pourrait être le maître d'œuvre, et Goldfarb un complice (conscient ou non, avec sa collaboratrice Kara Nebenzahl : « Au diable le triomphe de l'humanisme sur le nihilisme ! » (p. 717)). Et c'est grâce à celui-ci que Donatella a obtenu son premier poste (p. 697), et que quelqu'un peut espérer un autre prix Nobel...
Nebula finit par persuader Paul et Donatella d'aller tous les trois au domicile de De Heer, dont ils forcent la serrure (p. 696). Elle révèle (p. 609) que Josef De Heer est Helmut Hinkel et Signorelli et Liebenfels, et que le voisin récemment décédé ou assassiné, Rolf Isaakson, est Clemens Eberhardt, du Projet Oméga. Le lecteur pressent que Nebula pourrait être cette petite fille d'Auschwitz (p. 637), donc d'Helena Guna, dont le faux Jozef De Heer a sauvé la vie, comme il a sauvé celle de sa fille.
Donatella découvre dans la cachette du livre évidé une photo du Métatron (p. 701), variante berlinoise de cyclotron, et en déduit que sur la Colonne de la Victoire (p. 669), Goldfarb a installé un détecteur, résultat lent des relations de Goldfarb et Heisenberg, un chef-d'œuvre de miniaturisation, un tunnel circulaire sous la place. Pour empêcher l'accès du public, un « rassemblement massif de néonazis » (p. 708), manifestation des hommes de Hugo, vise à fêter le cinquantième anniversaire de la mort d'Adolf Hitler.
À l'heure Zéro, « Le Signe de l’Or sera le Signe de la Victoire. Et Shiva danse ! » (p. 701). Le trio parvient à dévier à peine la réaction : « L’éclair nous frappe avec une force prodigieuse » (p. 724) : Berloshima (p. 719). Hiroshima à Berlin !
Pour quel renouveau ? Donatella obtient un prix Nobel. Le film-essai Panzerfaust (p. 733) de Nebula obtient le succès au Sundance Film Festival. La vie continue pour les rescapés.

## Récompenses
- Prijs van de Vlaamse Gemeenschap voor Proza (2005)
- Prix Ferdinand-Bordewijk (2005)
- Prix de Littérature des Provinces flamandes (2006)
- The Independent Foreign Fiction Prize (2008)

## Particularités
- En imitation du théonyme YHWH dans la Bible hébraïque : Herrg*tt, D*ieu, Mon D*ieu, D*ieu sauve, L'œil de D*ieu, D*ieu sait pourquoi...
- Le patronyme de Jozef De Heer signifie Le Seigneur/Père et désigne également les forces armées terrestres du Troisième Reich de 1934 à 1945 : Heer de la Wehrmacht.

## Réception francophone
D'une apocalypse l'autre ! Une grande partie du récit est vraisemblable, s'appuyant sur des faits réels, et sur une intrigue complexe et bien menée. « Naguère, j'étais un fantôme. » (p. 28)
Toutefois, du moins dans le domaine français, le roman n'est pas (encore) le succès annoncé (roman total),, malgré le cocktail proposé : mémoire, mensonge, mythomanie, faux souvenirs, érotisme, sexualité, pornographie (revendiquée), violence, Eros / Thanatos (p. 18), nazisme, guerres, effet de réel, science, fantastique, uchronie, dystopie, complotisme, postmodernisme, shivaïsme, mythologie hébraïque...